# Randy Strohmeyer
 (janvier 2010).
Si vous disposez d'ouvrages ou d'articles de référence ou si vous connaissez des sites web de qualité traitant du thème abordé ici, merci de compléter l'article en donnant les références utiles à sa vérifiabilité et en les liant à la section « Notes et références ».
Pour les articles homonymes, voir Strohmeyer.
Randy Strohmeyer (ou R2K) est un guitariste américain, originaire de Temecula dans l'État de Californie aux États-Unis.

## Biographie
Randy Strohmeyer est l'un des cinq membre du groupe post-hardcore, Finch. Strohmeyer a contribué au groupe The Sound of Animals Fighting sur leur premier album, Tiger and the Duke. Il a aussi réalisé un court métrage qui s'intitule Resting Bird Entertainment.
Récemment, Strohmeyer et Derek Doherty, membre Finch, ont annoncé qu'ils sont actuellement dans le groupe The Quadruple Duo avec le bassiste Joseph Troy et Nick Mendoza (de Rx Bandits). Nommé d'après le fait qu'il y a quatre membres et deux de chaque groupe.
En plus d'être dans les deux groupes, Strohmeyer gère les deux groupes à travers Sargent House MGMT. Il gère aussi des groupes de rock indépendant comme Day Away, These Arms Are Snakes, Maps & Atlases, Nurses et Rx Bandits.